# S-ryhmä
Pour les articles homonymes, voir Groupe S.
Le groupe S (finnois : S-ryhmä) ou coopérative centrale de Finlande (finnois : Suomen Osuuskauppojen Keskuskunta, sigle SOK) est un groupement de coopératives de consommation finlandaise dont le siège est à Helsinki.

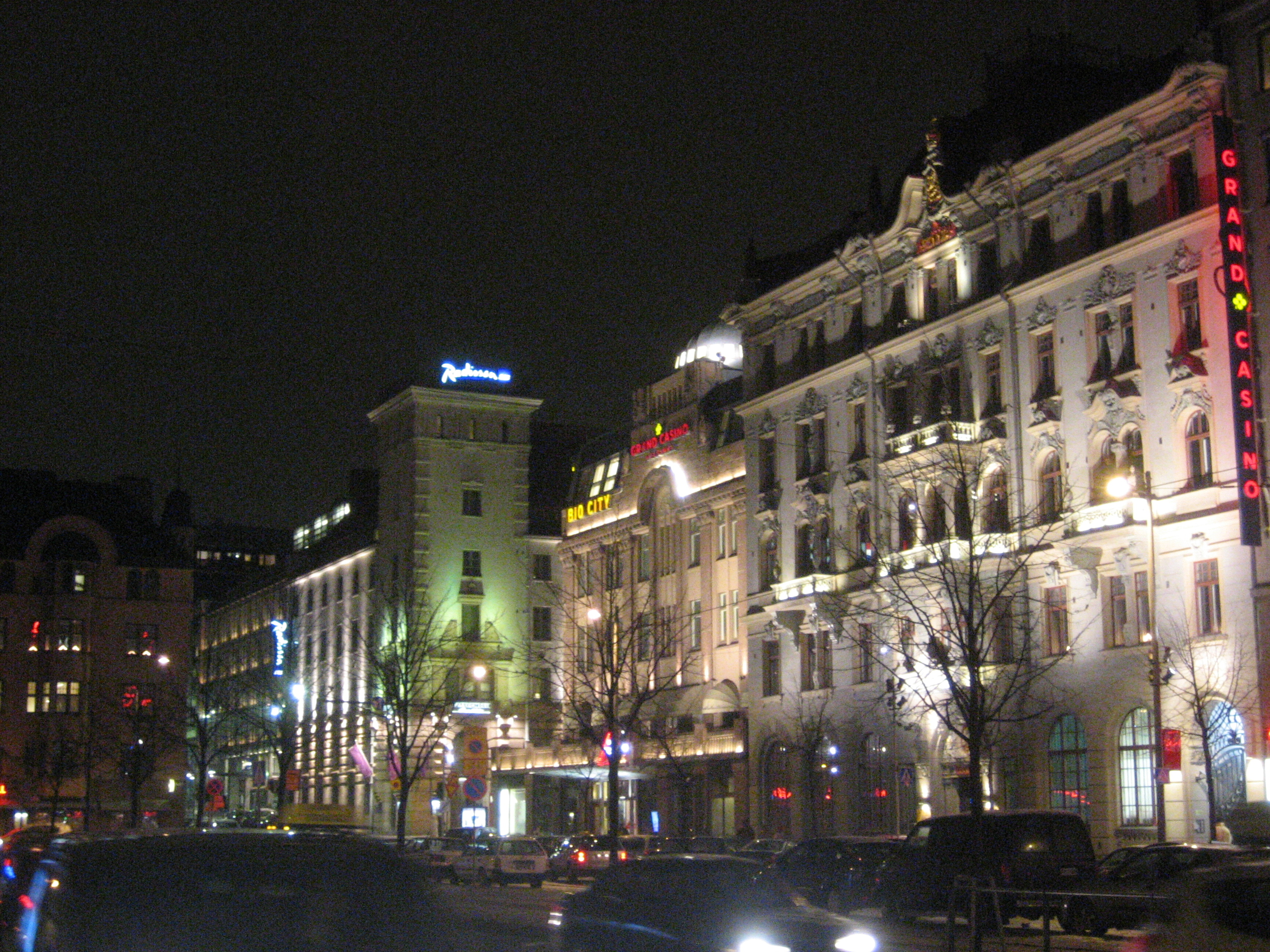
Ancien siège de SOK à Kluuvi.

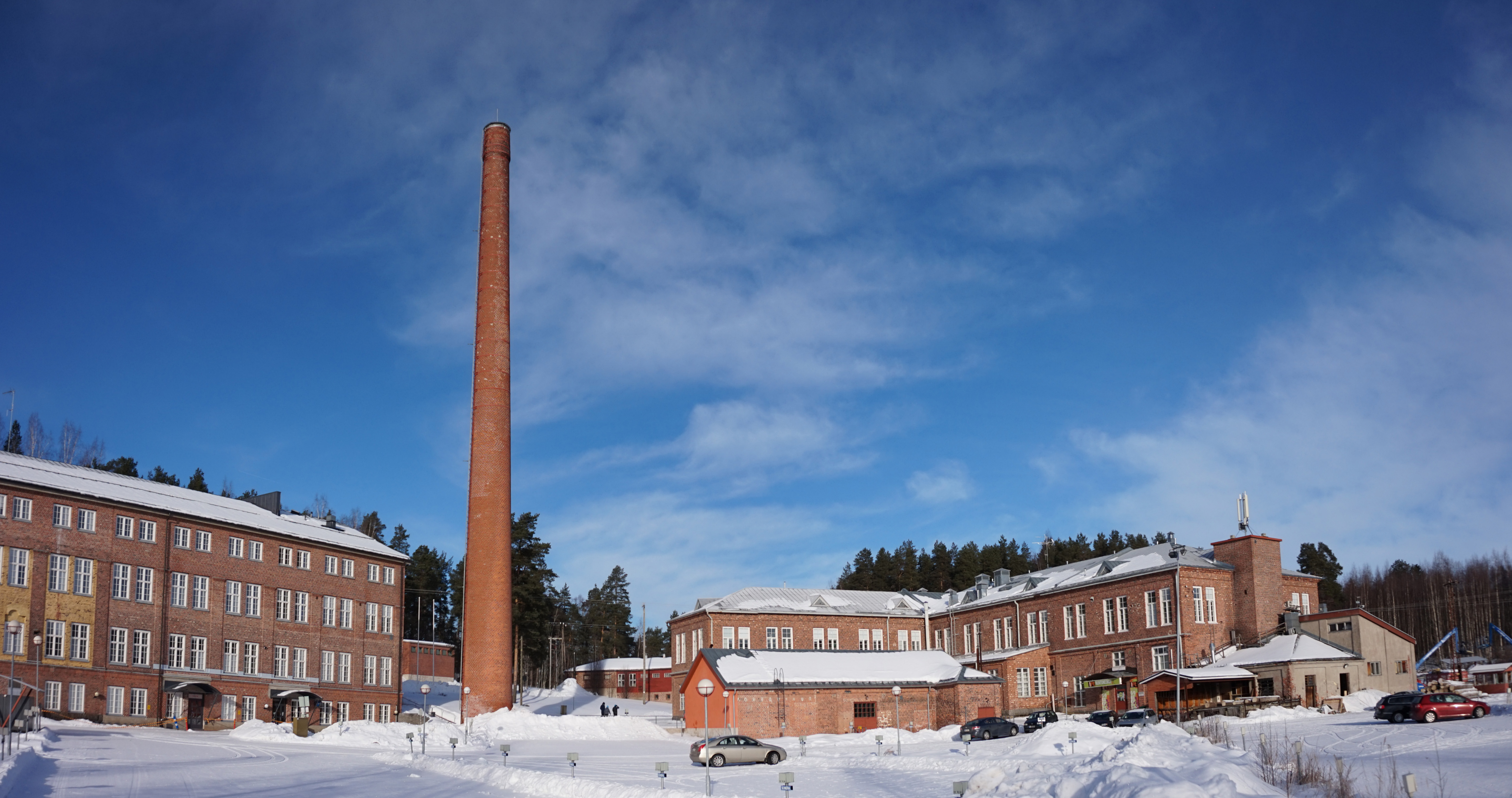
Usine SOK de Varassaari à Jyväskylä.

## Présentation
Fondée en 1904, le groupe rassemble 22 coopératives régionales qui opèrent dans toute la Finlande sur les marchés du commerce de détail, des biens durables, des essenceries, des services hôtelier et de restauration, des fournitures agricoles, et de la vente d'automobiles.
SOK et ses filières forment le groupe SOK-yhtymä.
Le groupe a des activités en Finlande, Estonie, Lettonie, Lituanie et en Russie.

## Coopératives et enseignes dugroupe S

### Coopératives
Le groupe S comprend 20 entreprises coopératives régionales et 7 entreprises coopératives locales qui totalisaient 2,4 millions de membres individuels en 2018.

### Enseignes du groupe
Le Groupe S regroupe de nombreuses enseignes parmi lesquelles:

#### Distribution
- Alepa
- Emotion
- Prisma
- S-market
- S-Rauta
- Kodin Terra
- Automaa
- Sale
- Sokos
- Osuuskauppat

#### Restauration
- Amarillo (fi)
- Bravuria
- Chico’s (fi)
- Coffee House (fi)
- Coffee Bar
- Company’s
- Fiesta!
- Food Market Herkku
- Frans et les Femmes (fi)
- Herkku
- Grill it!
- Mick’s Company’s
- Memphis
- Night
- Pickwick Pub
- Presso (fi)
- Pizza Buffa
- Public Corner
- Wok Up
- Rico Bar Café
- Rico Deli
- Rosso
- Sevilla
- Torero
- Radisson Blu
- Hôtels Sokos

#### Autres
- S-Matkat (fi)
- Banque S-Pankki
- Pukumies
- Stations d'essence ABC

## Magasins

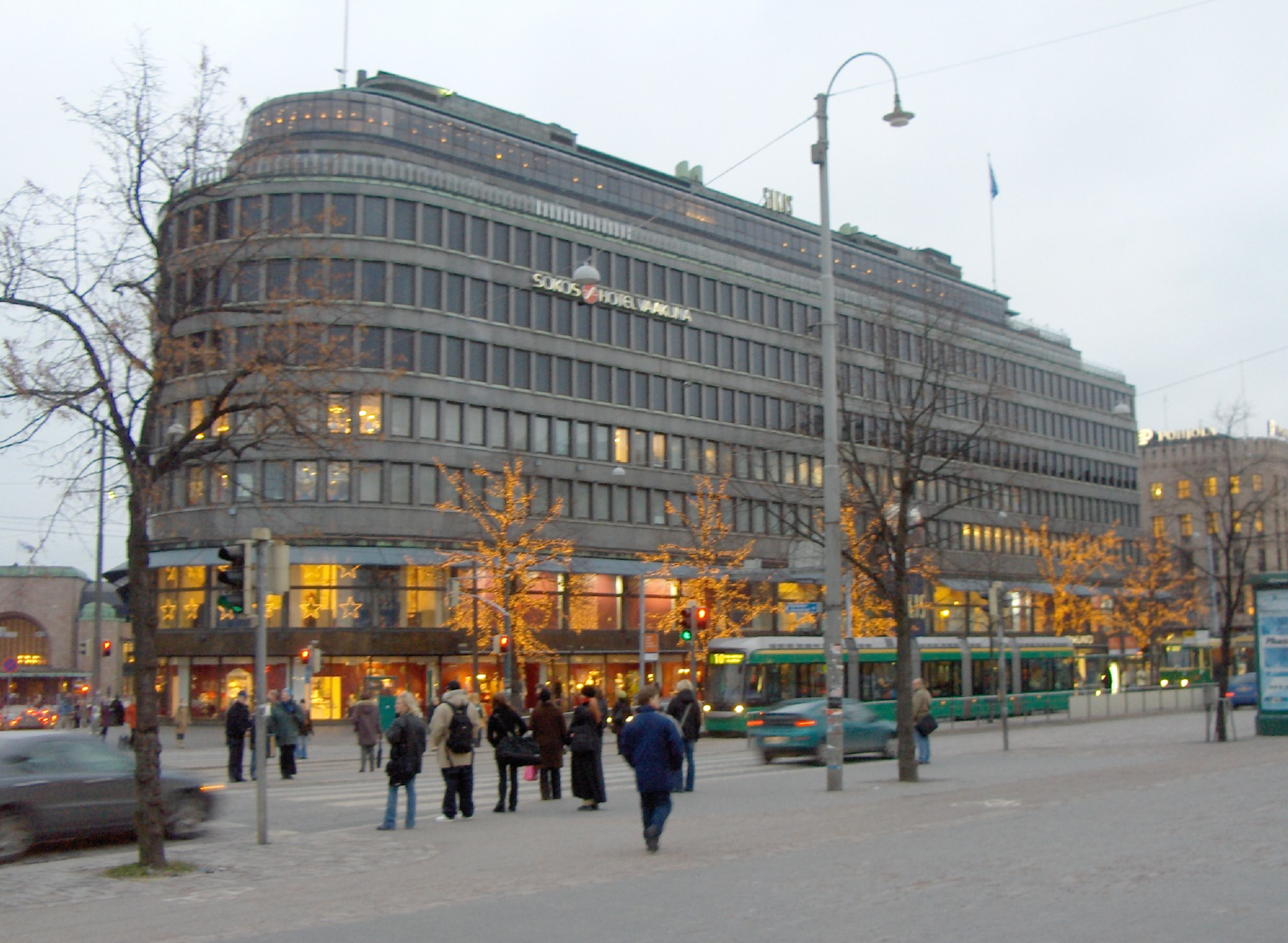
Le magasin Sokos d'Helsinki.
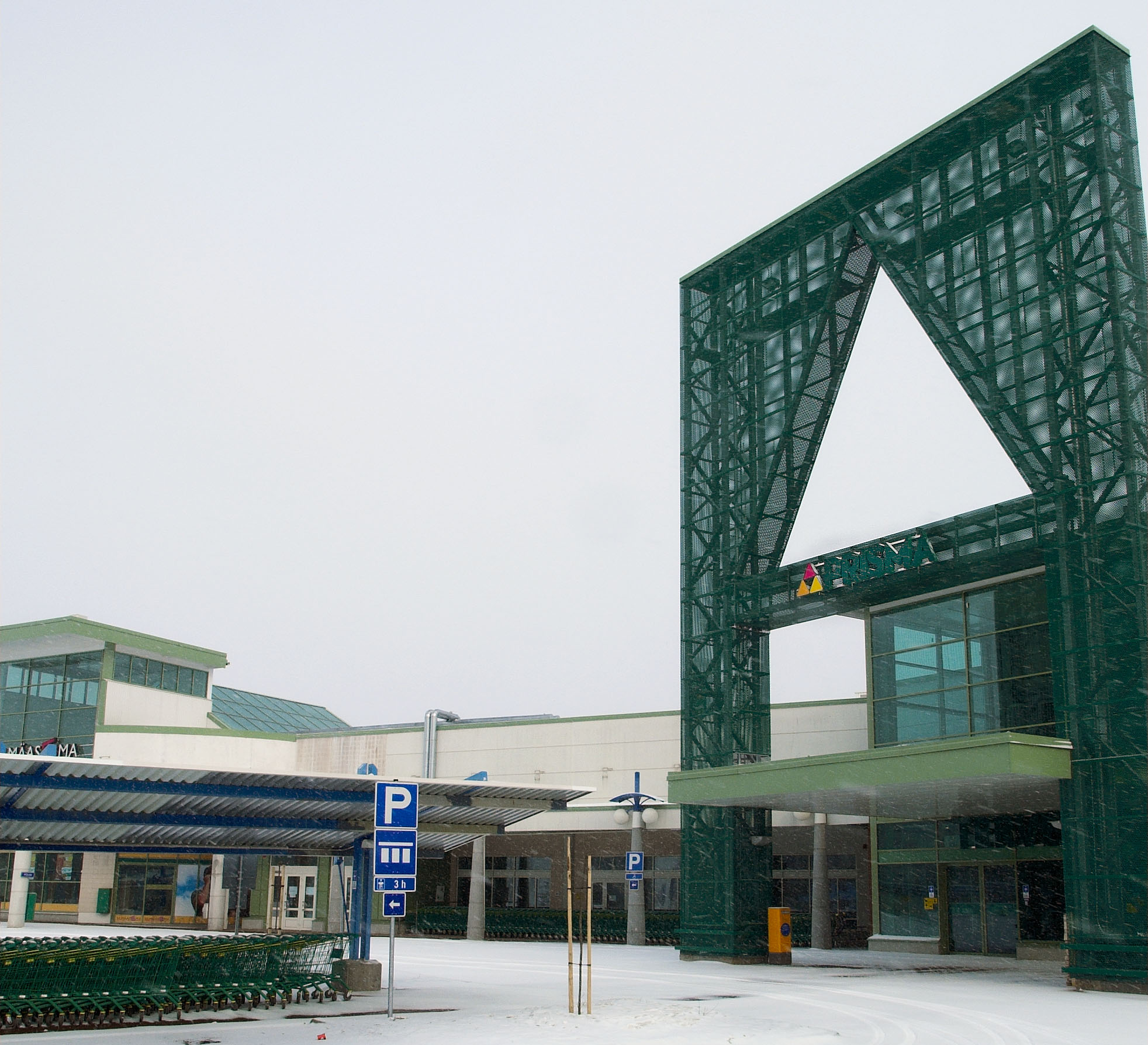
L'hypermarché Prisma de Kuopio.
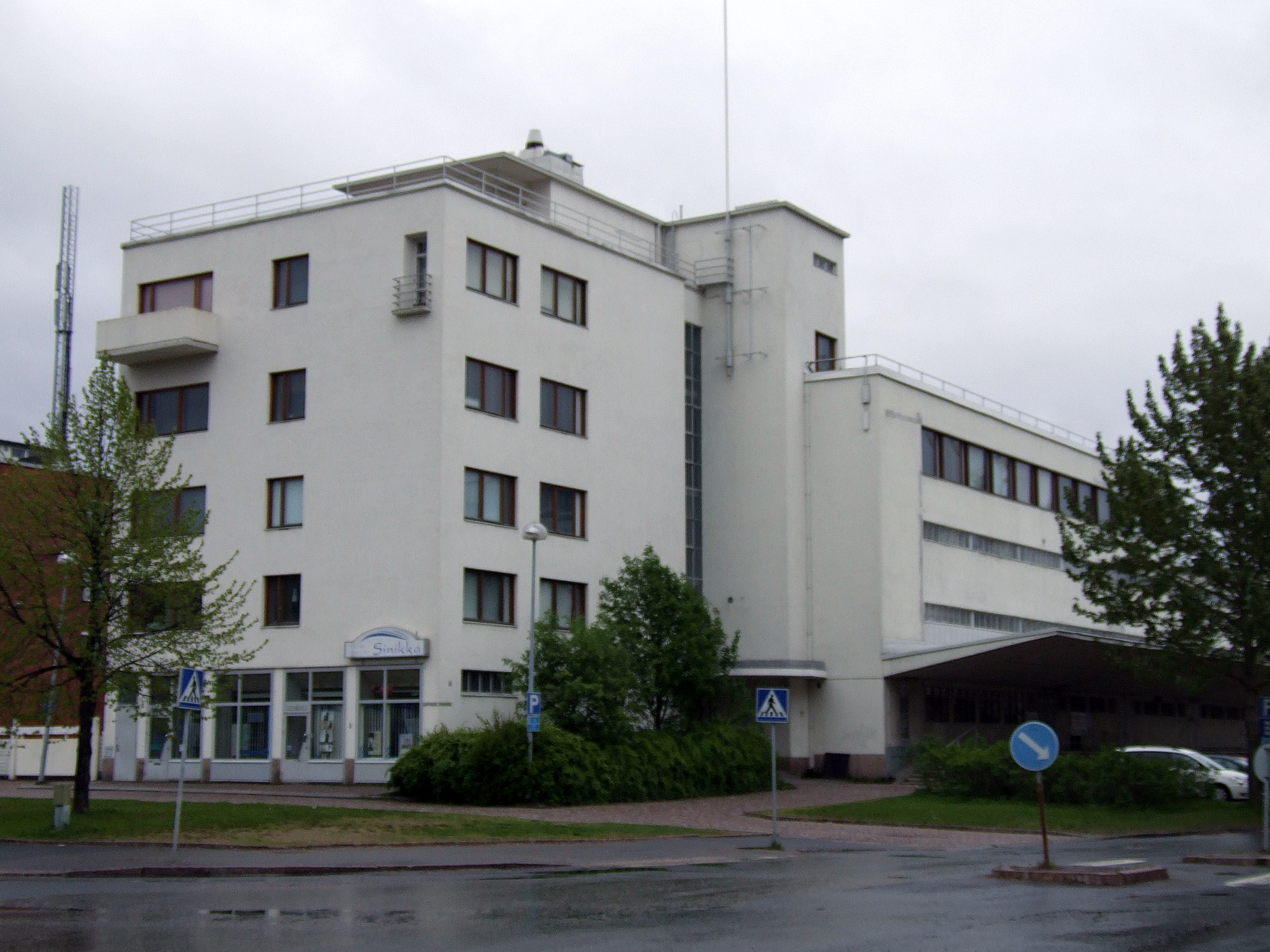
Bureaux de SOK à Oulu.

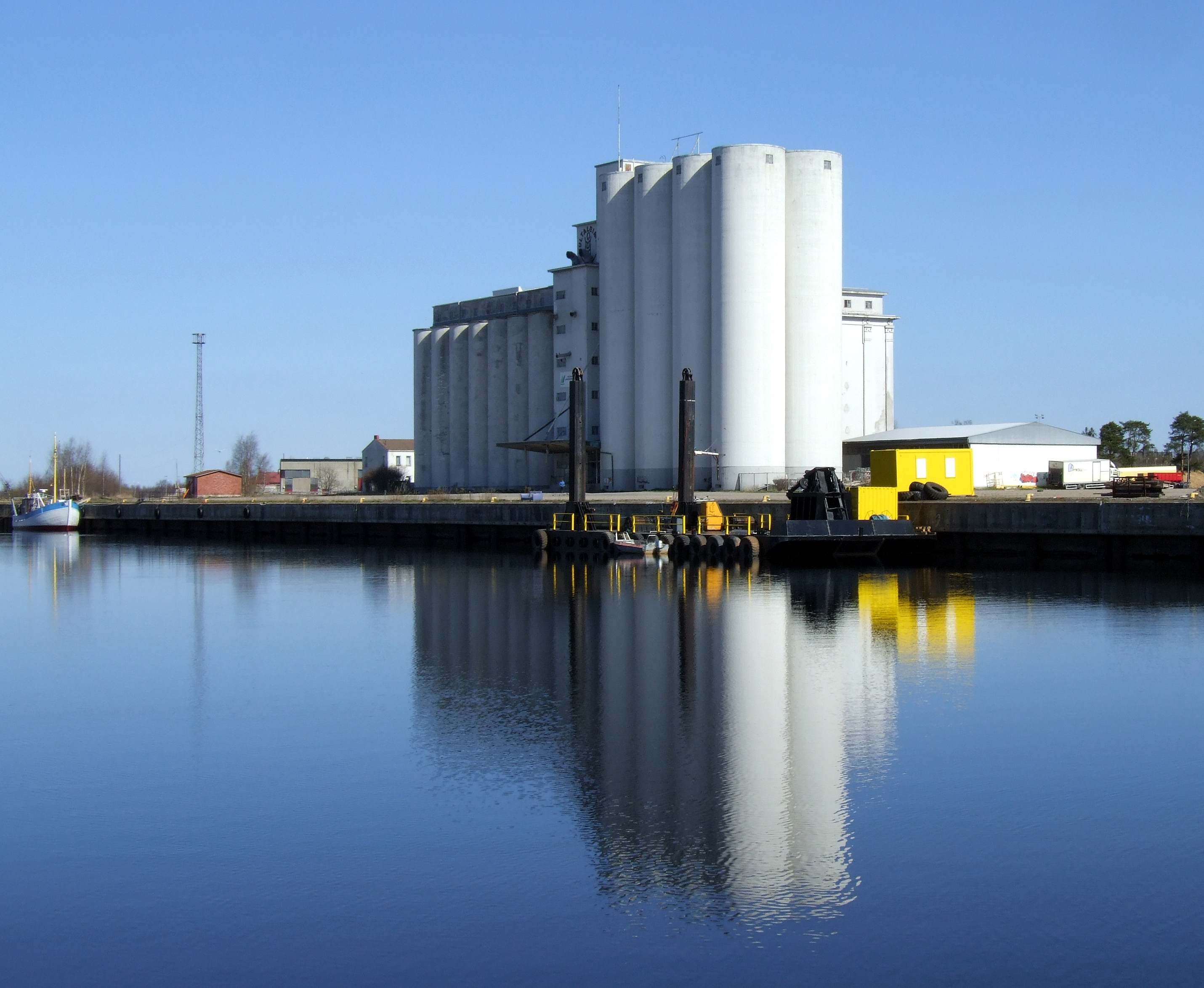
Silos du moulin de Toppila à Oulu.
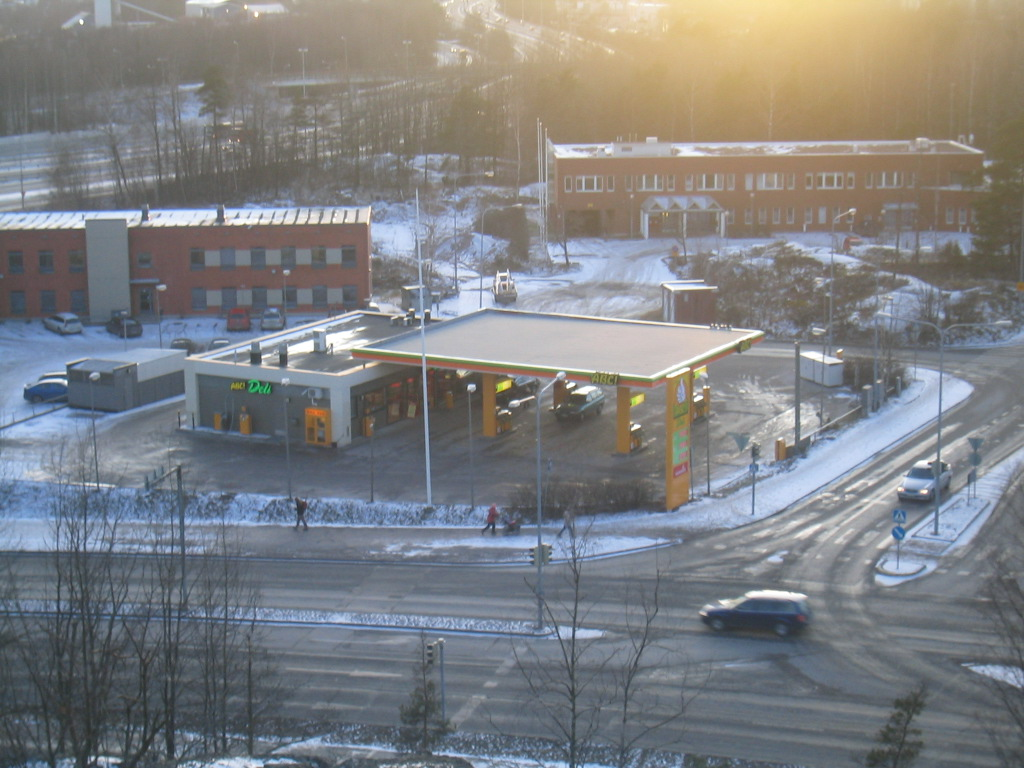
La station ABC de Pihlajisto.
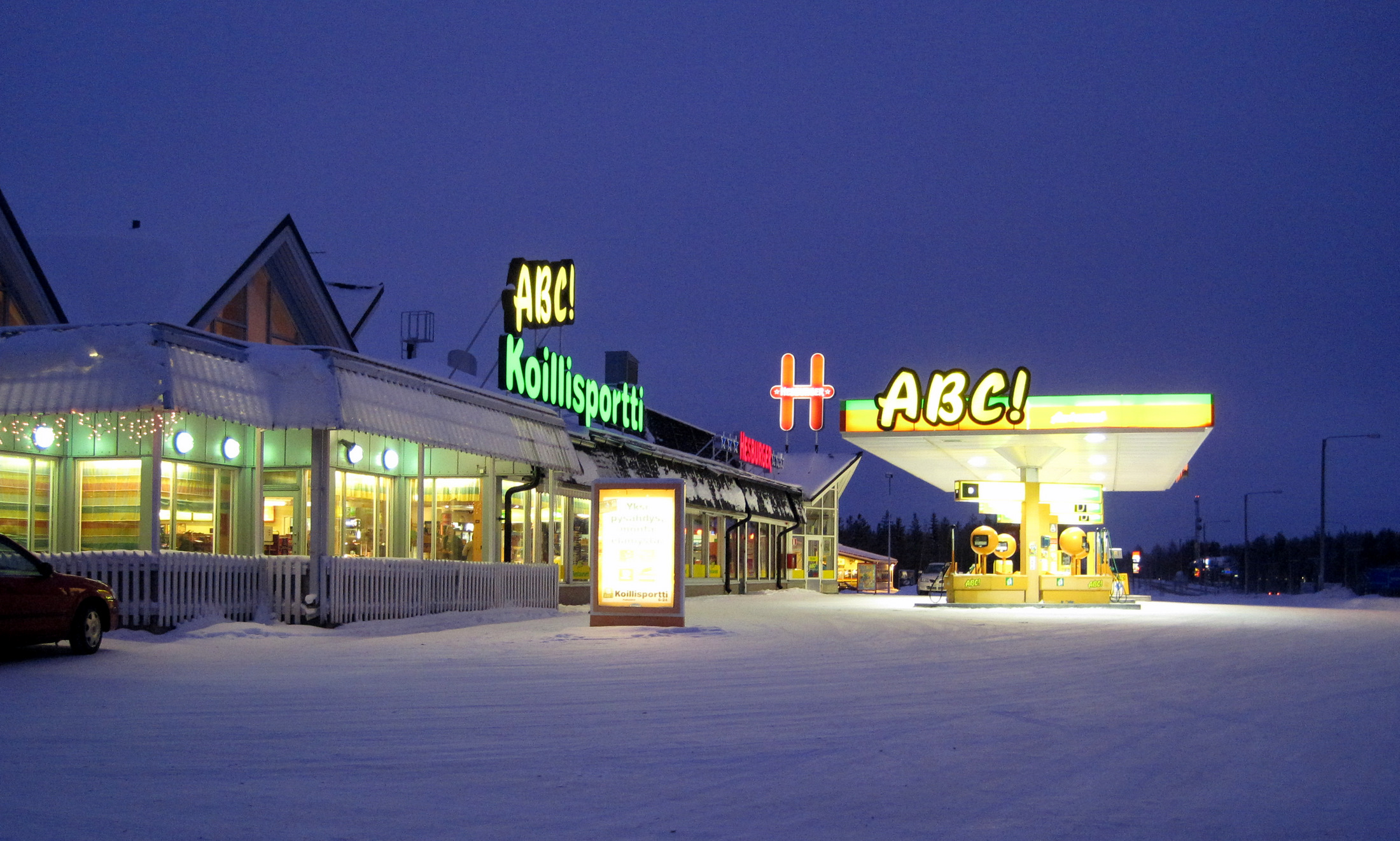
La station d'essence ABC de Pudasjärvi.

## Hôtels

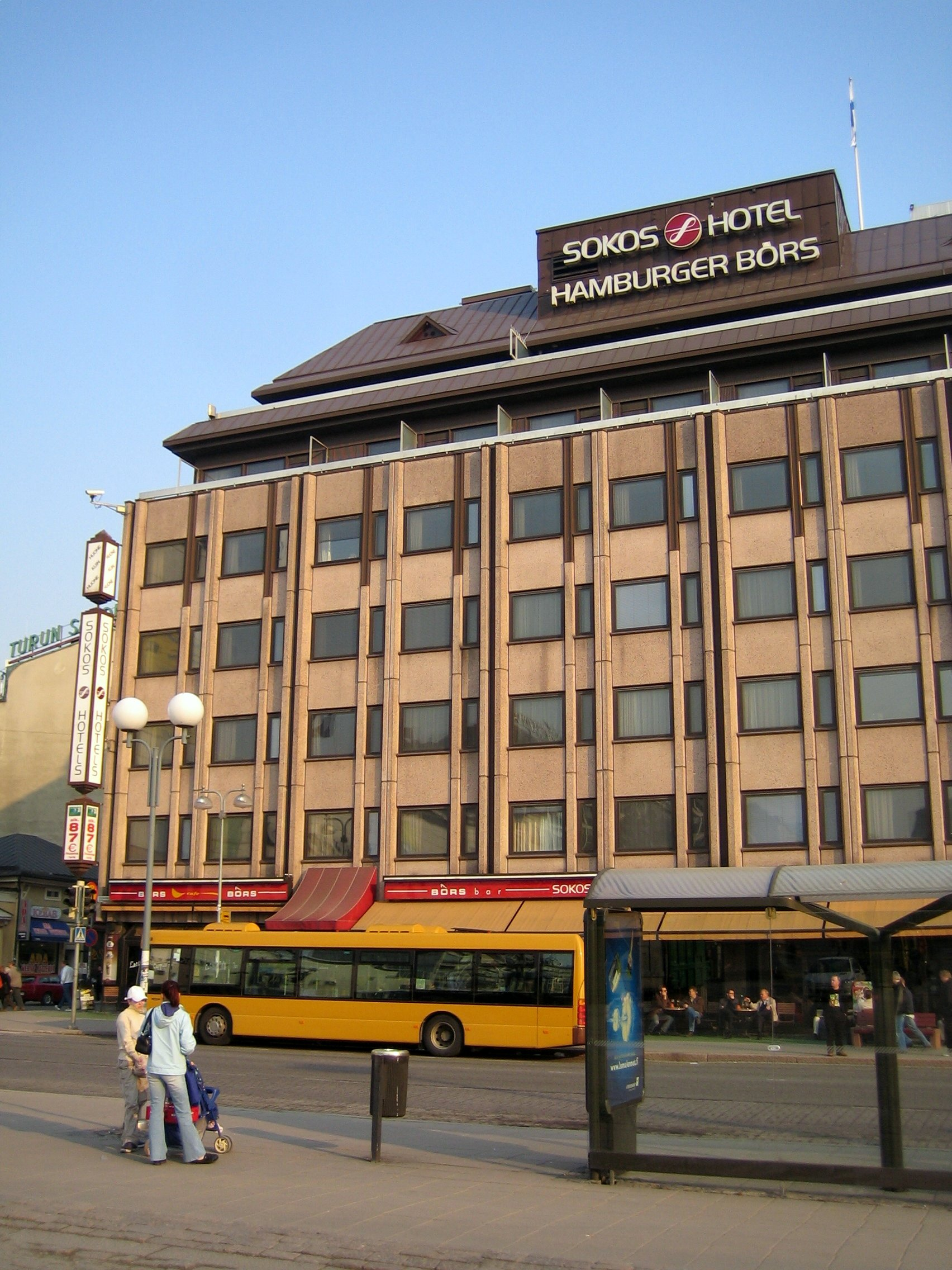
L'hôtel Sokos de Turku.
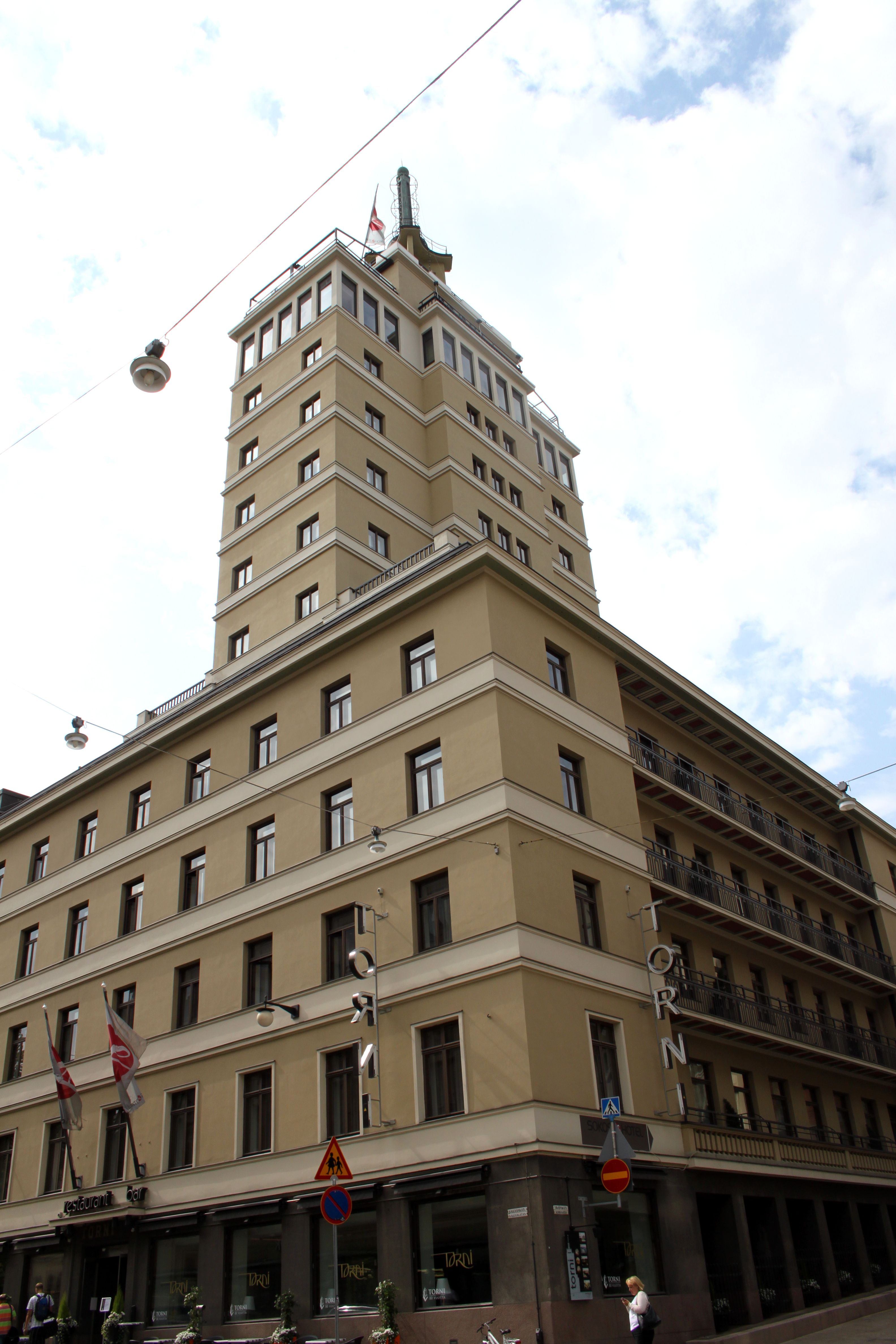
L'hôtel Torni.
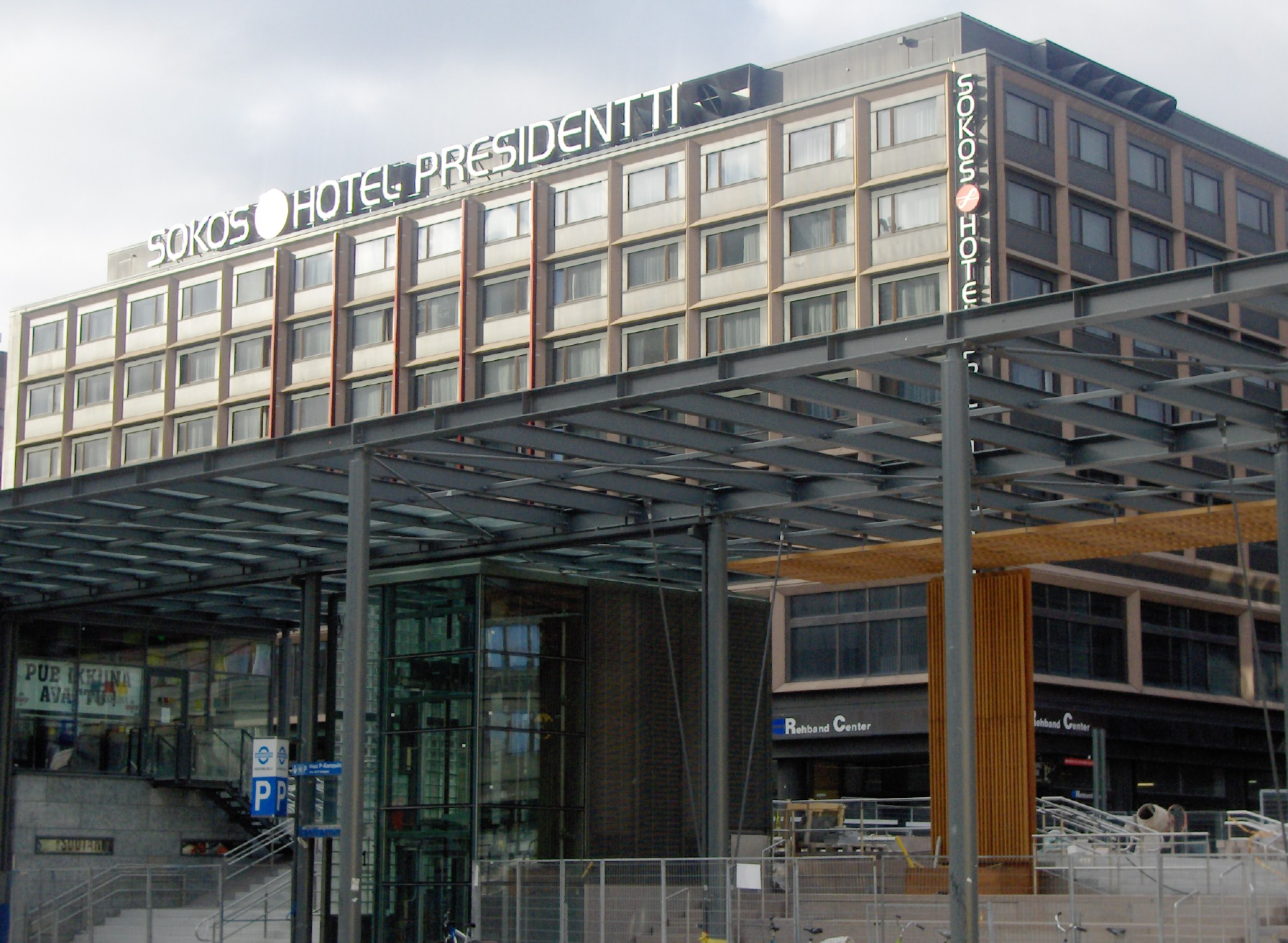
L'hôtel Presidentti à Helsinki.

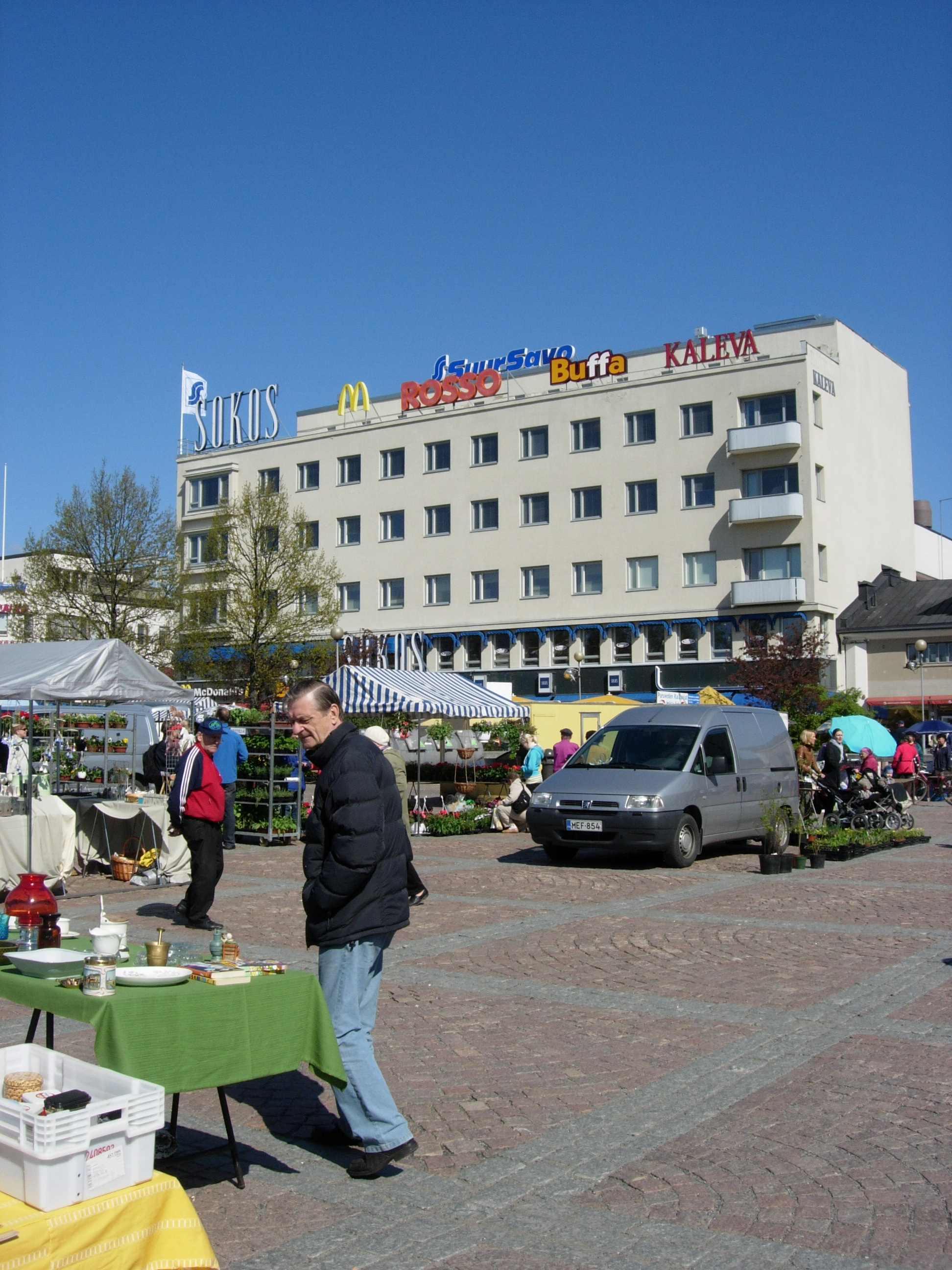
L'hôtel Sokos de Mikkeli.
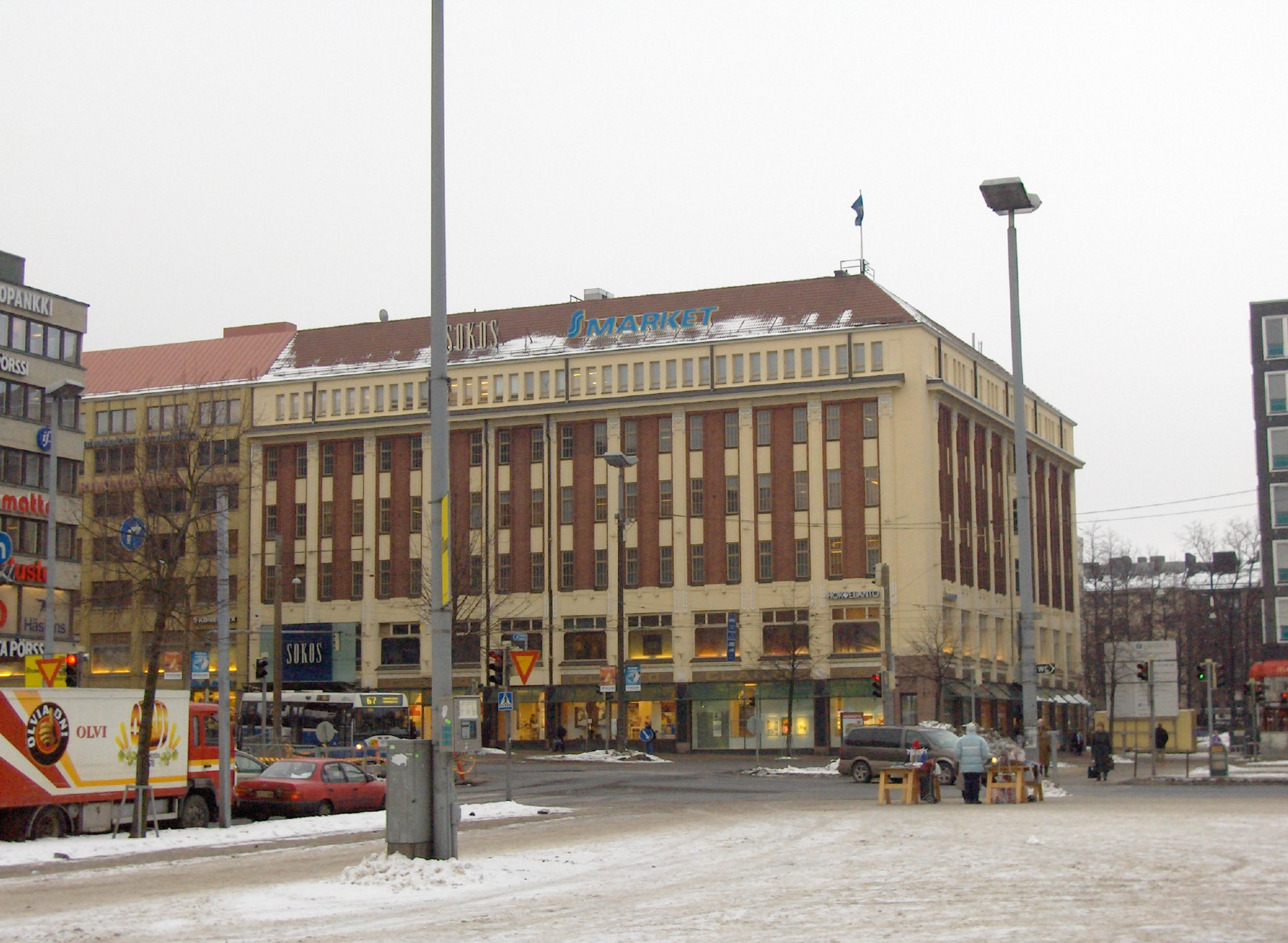
L'hôtel Sokos de Hakaniemi.